# كوجر بيركار
كوجر بيركار (بالكردية: کۆچەر بیرکار)‏ ولد في تموز/يوليو 1978 بالاسم فيريدون ديراخشاني وهو عالم رياضيات بريطاني من أصل كردي عاش في إيران قبل أن ينتقل كلاجئ سياسي في بريطانيا، ويشغل منصب أستاذ في جامعة كامبريدج. يعتبر بيركار المساهم الرئيسي في الهندسة الثنائية الإنطاق الحديثة. في عام 2010 حصل بيركار على جائزة ليفرهيوم في الرياضيات والإحصاء عن إسهاماته في الهندسة الجبرية، وفي عام 2016 استحق جائزة أي إم إس موور عن مقالة «وجود النماذج الأدنى لأصناف اللوغاريتم العام» وجائزة الدورية العلمية أي إم إس لعام 2010 (بشكل مشترك مع بي.كاسكيني وسي. هاكون وجي مكيرنان). حصل على ميدالية فيلدز في عام 2018  «لبرهنته حدود أصناف فانو ومساهماته في مشكلة نموذج الحد الأدنى».

## النشأة والتعليم
ولد بركار في عام 1978 في مريوان بمحافظة كردستان في إيران حيث أمضى سنواته الدراسية هناك. درسَ بركار الرياضيات في جامعة طهران حيث حصل على درجة البكالوريوس. زادت شهرته عقب حصوله على الجائزة الثالثة في المسابقة الدولية للرياضيات لطلبة الجامعة في عام 2000، وبعد فترة وجيزة انتقل إلى المملكة المتحدة باعتباره ضمن اللاجئين. في الفترة من 2001 إلى 2004؛ كان بركار طالب دكتوراه في جامعة نوتنغهام. حصل في عام 2003 على جائزة شبه مرموقة من جمعية الرياضيات في لندن.

## البحث
ركز بركار في عمله على الهندسة الجبرية وبالتحديد في الهندسة ثنائية الإنطاق. درسَ الجوانب الأساسية من المشاكل الرئيسية في الرياضيات الحديثة مثل نموذج الحد الأدنى، أصناف فانو وكذلك موضوع الأنظمة الخطية. حاولَ من خلال نظرياته توفير حلول مختلفة وطويلة الأمد لموضوع التخمين.